# Le Casque tartare
Le Casque tartare ou De Tartaarse Helm en Néerlandais est le dix-neuvième album de bande dessinée de la série Bob et Bobette. Il porte le numéro 114 de la série actuelle. Il a été écrit et dessiné par Willy Vandersteen. L'histoire a été publiée dans le magazine Tintin du 9 mai 1951 au 16 juillet 1952.
Le premier album est sorti en 1953. À l'époque, c'était le troisième épisode de la série bleue et a reçu le numéro 2. En 1971, le casque Tatar a été réédité dans la série en quadrichromie , dans laquelle le numéro de l'album est le 114. Dans cette réédition, certaines pages ont été omises pour répondre à la norme standard de 58 pages. 

## Synopsis
Bob, Bobette et Lambique font la rencontre d'un hypnotiseur qui les font revenir à Bruges au XIIIe siècle. Ils rencontreront le capitaine Rabacol et mèneront une mission pour le Doge de Venise ; ramener un casque tartare se trouvant en Chine et ayant un pouvoir incroyable qui mettrait fin à la guerre entre Gênes et Venise. Un voyage extraordinaire mais non sans peine où ils rencontreront Marco-Polo. 

## Personnages principaux
- Bobette
- Bob
- Lambique

## Personnages secondaires
- L'hypnotiseur, Mr Prim
- Giovanni Rabacol
- Luigi - le nain
- Jezabel - la chamelle
- Drousch-El-Omo - le sultan de Bagdad
- L'homme au manteau vert, dit aussi le Masque vert - le Génois
- Marco Polo
- Le Dalaï-Lama
- Le Doge de Venise

## Lieux
- Belgique : Campine, Bruges (la Venise du Nord), le Zwin, près de Knokke, Muyde, les Stompe Torens de Damme et Oostkerke
- Italie : Venise (Palais des Doges, Place Saint-Marc et sa basilique), la mer Adriatique
- Dalmatie, Chypre, Palestine, Jérusalem, Damas, le désert syrien , Tigre , Euphrate , Bagdad , Kambula , Mongolie

## Autour de l'album
- C'est le troisième récit à être publié dans Tintin, toujours sous l'égide de Herge. Les planches sont parues du n° 20 du 16-05-1951 (début) au n° 29 du 16-07-1952 (fin).

- Le Palais des Doges à Venise figure également dans l'histoire Le robot mafioso (1996).
- Pour cet album, Vandersteen s'est inspiré de son voyage à Venise et du casque qu'il a apporté avec lui en souvenir[2].
- Lorsque la série en quadrichromie est rééditée , le scénario a connu plusieurs incohérences en raison de diverses coupures. Par exemple, un passage dans lequel le trio est attaqué par un groupe de rebelles avec un léopard a complètement disparu.
- Mr Prim, l'hypnotiseur, reviendra dans Le trésor de Beersel.

## Éditions
- De Tartaarse helm, Standaart, 1953 : Édition originale en néerlandais
- Le Casque tartare, Le Lombard, 1955 : Première édition française comme numéro 2 de la série bleu en bichromie sous le titre Mr. Lambique, Bob et Bobette.
- Le Casque tartare, Erasme, 1972 : Réédition comme numéro 114 de la série actuelle en couleur.
- Le Casque tartare, Erasme, 1995 : Réédition de l'album de 1955 comme numéro 3 de la série bleu Erasme avec une nouvelle mise en couleurs.